# 노섬벌랜드 해협

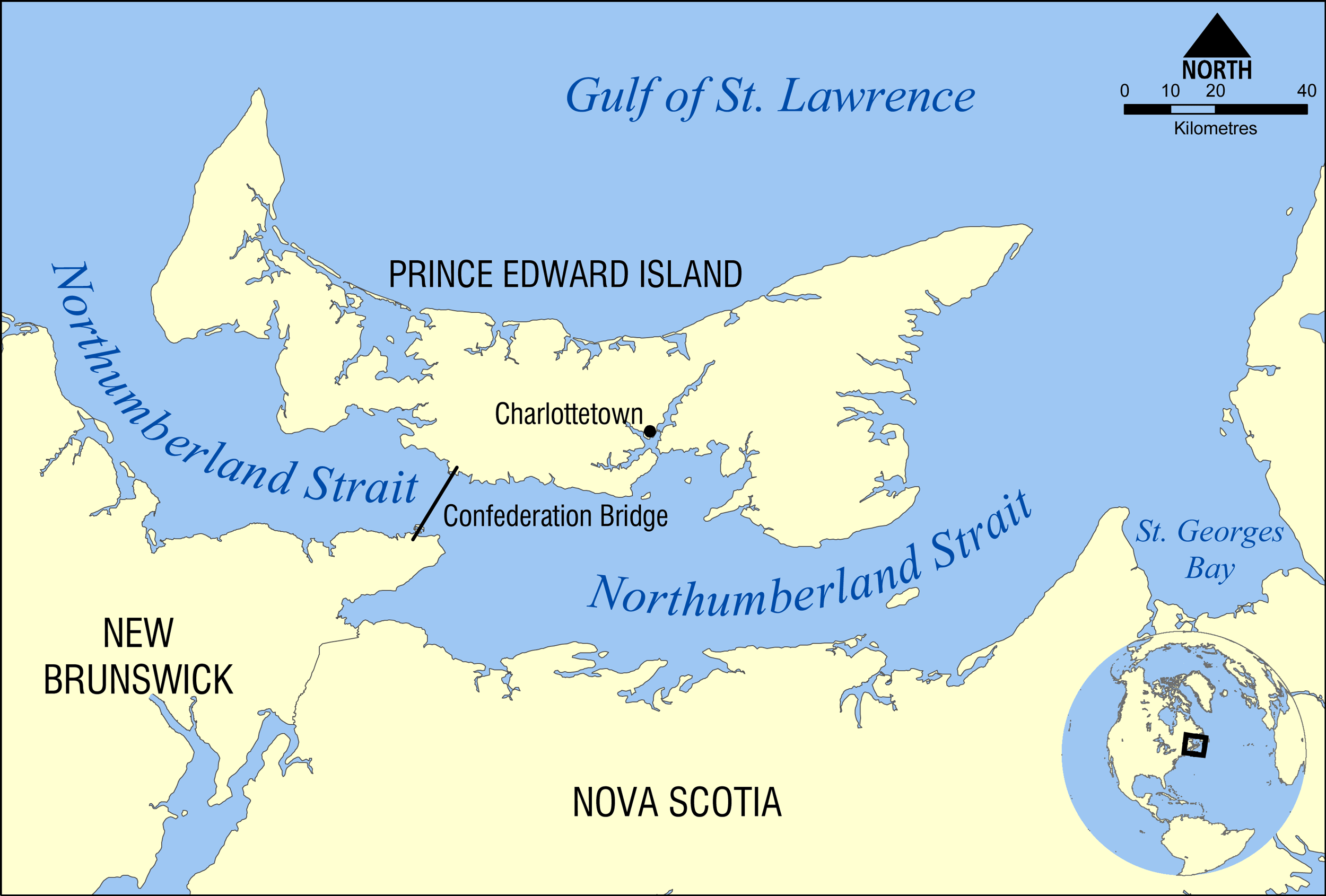
노섬벌랜드 해협의 지도

노섬벌랜드 해협(영어: Northumberland Strait, 프랑스어: Détroit de Northumberland)은 캐나다 동부 세인트로렌스만 남부에 있는 해협이다. 이 해협은 프린스에드워드아일랜드주와 만의 동쪽, 남쪽, 서쪽 해안에 의해 형성된다.